# Un couple de chanbara
Pour plus de détails, voir Fiche technique et Distribution.
Un couple de chanbara (チャンバラ夫婦, Chanbara fūfu) est un film muet japonais de Mikio Naruse sorti en 1930.

## Synopsis
Le scénario de ce film est perdu.

## Fiche technique
- Titre français : Un couple de chanbara
- Titre original : チャンバラ夫婦 (Chanbara fūfu?)
- Réalisation : Mikio Naruse
- Scénario : Shirō Kido
- Photographie : Shōjirō Sugimoto
- Montage : Heinosuke Gosho
- Sociétés de production : Shōchiku (Studios Kamata)
- Pays de production :  Empire du Japon
- Format : noir et blanc - 1,33:1 - muet
- Genre : comédie
- Durée : 21 minutes (métrage : deux bobines - 584 m[1])
- Date de sortie :
  - Empire du Japon : 21 janvier 1930[1]

## Distribution
- Hisao Furuya : Hachirō Momokawa
- Mitsuko Yoshikawa : sa femme
- Kikuno Inagaki (ja) (créditée sous le nom de Nobuko Wakaba) : Eiko, sa maîtresse
- Tomio Aoki : Kurō, son fils

## Autour du film
Un couple de chanbara est le premier film réalisé par Mikio Naruse. C'est une comédie burlesque dont le scénario est écrit par Shirō Kido, le nouveau patron du studio Kamata de la Shōchiku.
Mikio Naruse attribue les rôles le jour où il reçoit le scénario, fait les repérages le jour suivant puis tourne sans interruption pendant trente six heures. Il s'effondre d'épuisement à la fin du tournage et c'est son mentor et ami Heinosuke Gosho qui le remplace pour le montage.